# Goerlitz Bmnopux/Bmteeo
Bmnopux/Bmteeo – seria wagonów kolejowych budowana w zakładach VEB Waggonbau Görlitz w latach 1974–1991. Zbudowano w 1976 roku partię 50 wagonów dla ČSD oraz na przełomie lat 1989/1990 partię 159 wagonów dla PKP. Wśród miłośników kolei znane jako „bohun”.

## Konstrukcja
Wagony piętrowe oznaczone w Polsce jako Bdhpumn (pierwotne oznaczenie), obecnie Bmnopux i w Czechach jako Bmto (pierwotne oznaczenie), obecnie Bmteeo zostały zaprojektowane jako klasyczne wagony na własnych wózkach, w przeciwieństwie do Bhp, które muszą być łączone w zespoły. Pudło wagonu opiera się na dwuosiowych wózkach typu Goerlitz VI, które są przystosowane do prędkości 160 km/h. Mimo tego wagony te są dopuszczone do poruszania się z prędkościami: 140 km/h w Niemczech, 120 km/h w Polsce oraz do 100 km/h w Czechach. Drzwi wejściowe umieszczone są bezpośrednio na dolnym piętrze, nie nad wózkami, jak było to w „Bipach”. Zatem jest to jeden z pierwszych na sieci PKP i ČD wagonów niskopodłogowych. Drzwi wejściowe w przeciwieństwie do zespołów Bhp nie wsuwają się w pudło, lecz są umieszczone na zewnątrz. Wagony Bmnopux są wyposażone w przewód zdalnego sterowania, który w Polsce nie był wykorzystywany, bowiem przewód ten służy do podłączenia wagonu sterowniczego do lokomotywy (push-pull), jednak wagony w takiej wersji posiadały tylko DR i obecnie Deutsche Bahn. Kabina sterownicza umieszczona została z tyłu wagonu na wysokości przejść międzywagonowych.

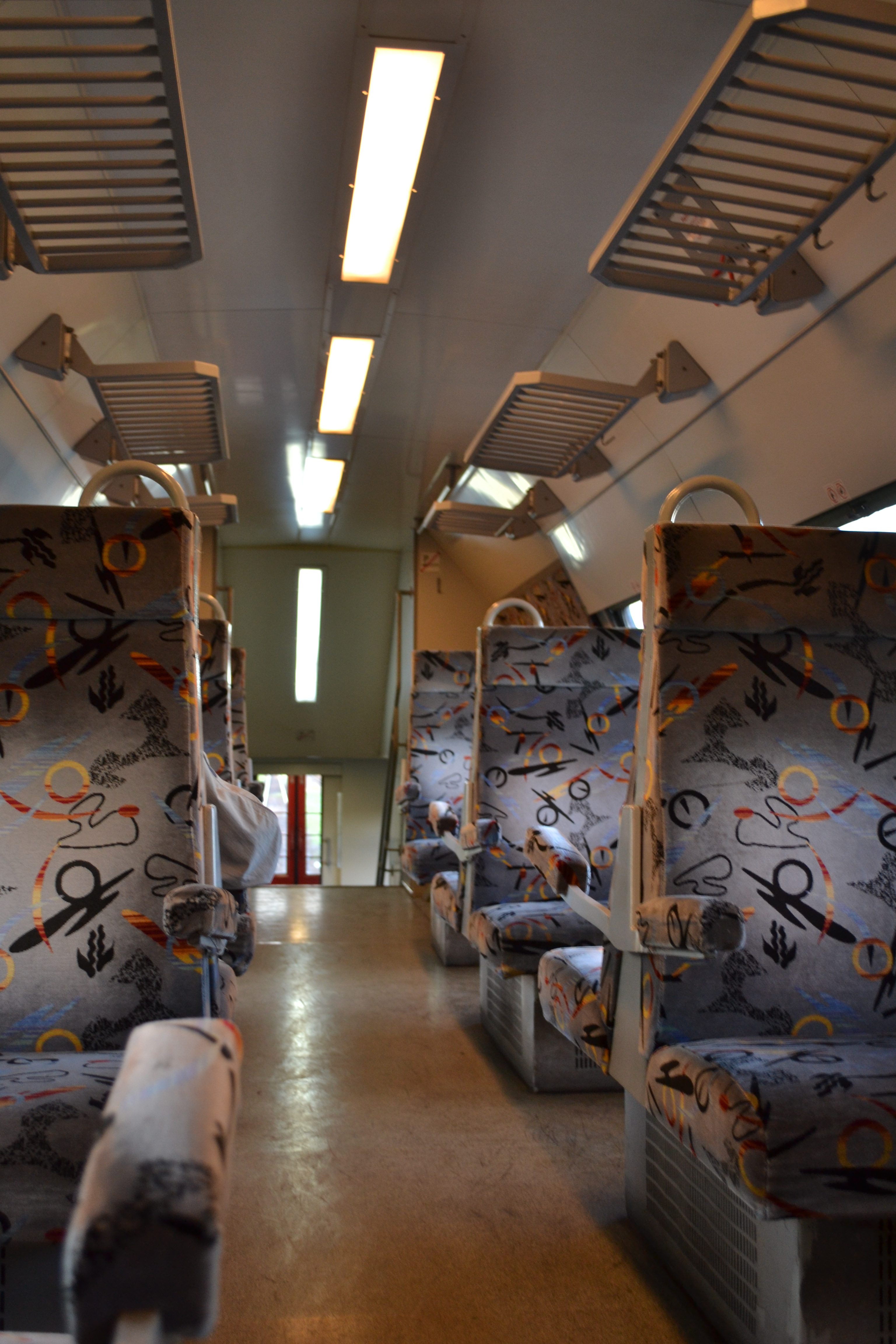
Wnętrze wagonu zmodernizowanego przez zakłady PESA Bydgoszcz, eksploatowanego przez Przewozy Regionalne (piętro)

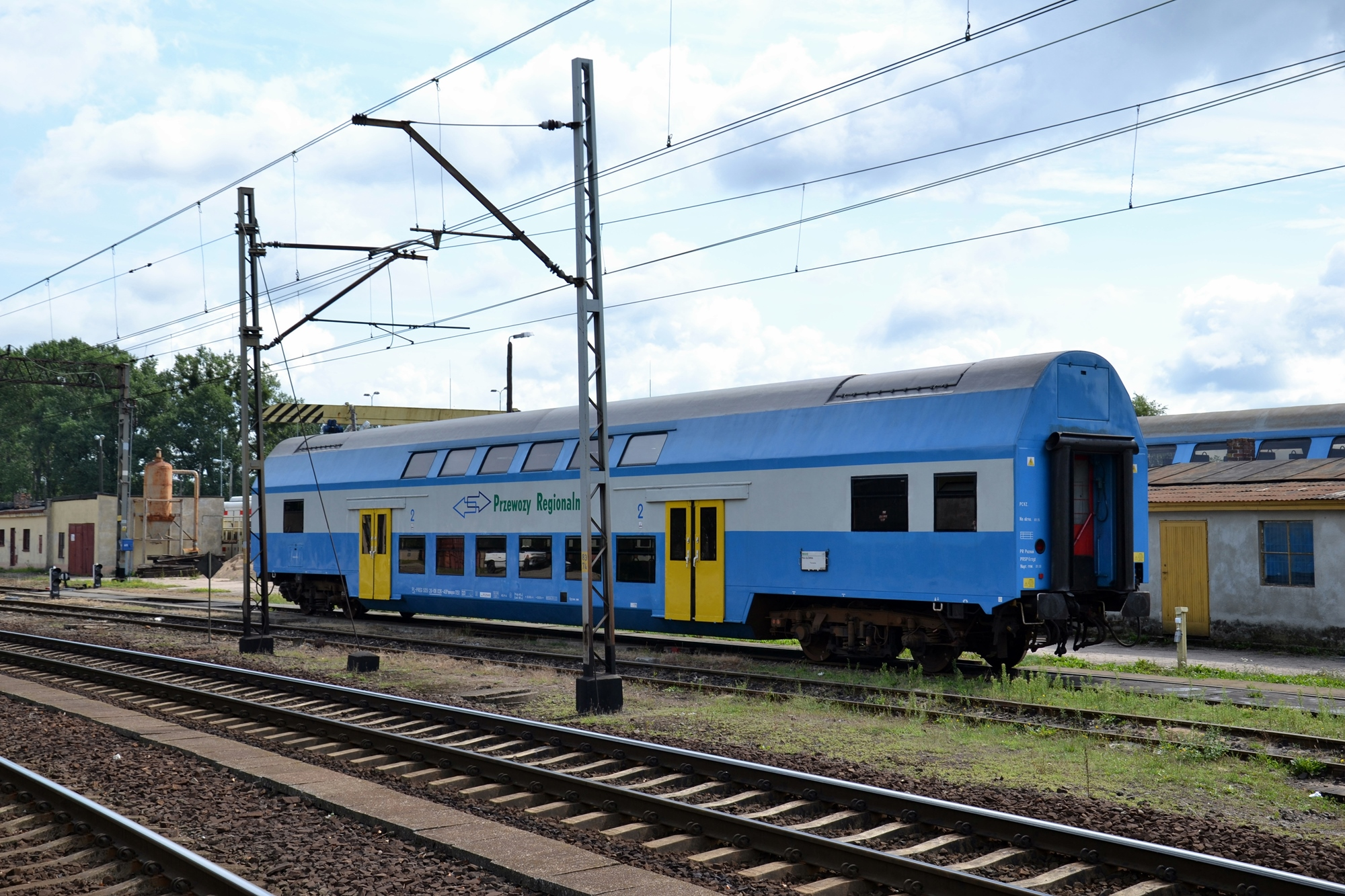
Wagon Bmnopux

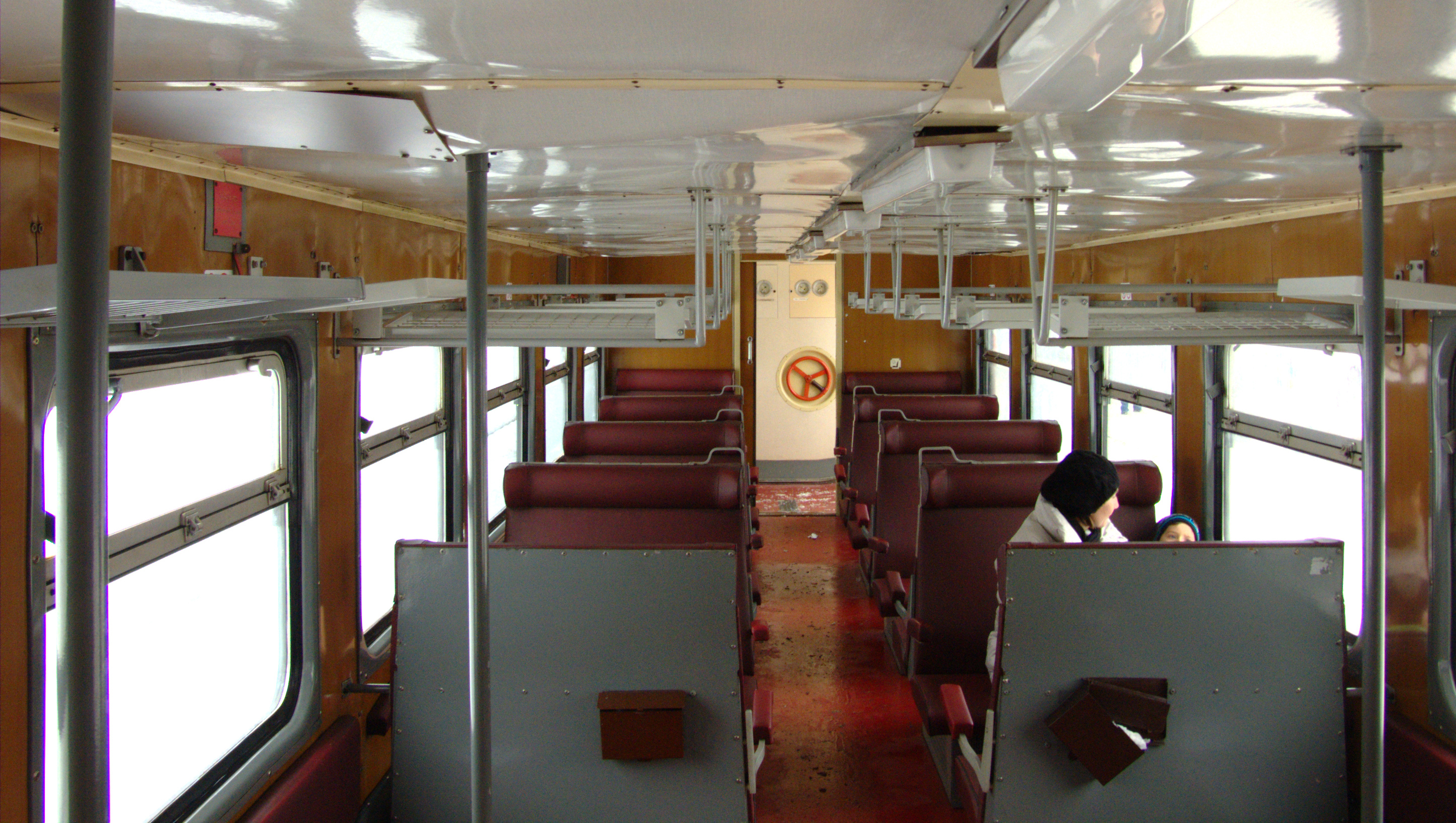
Wnętrze niezmodernizowanej wersji wagonu, eksploatowanej przez Koleje Czeskie, pokład dolny

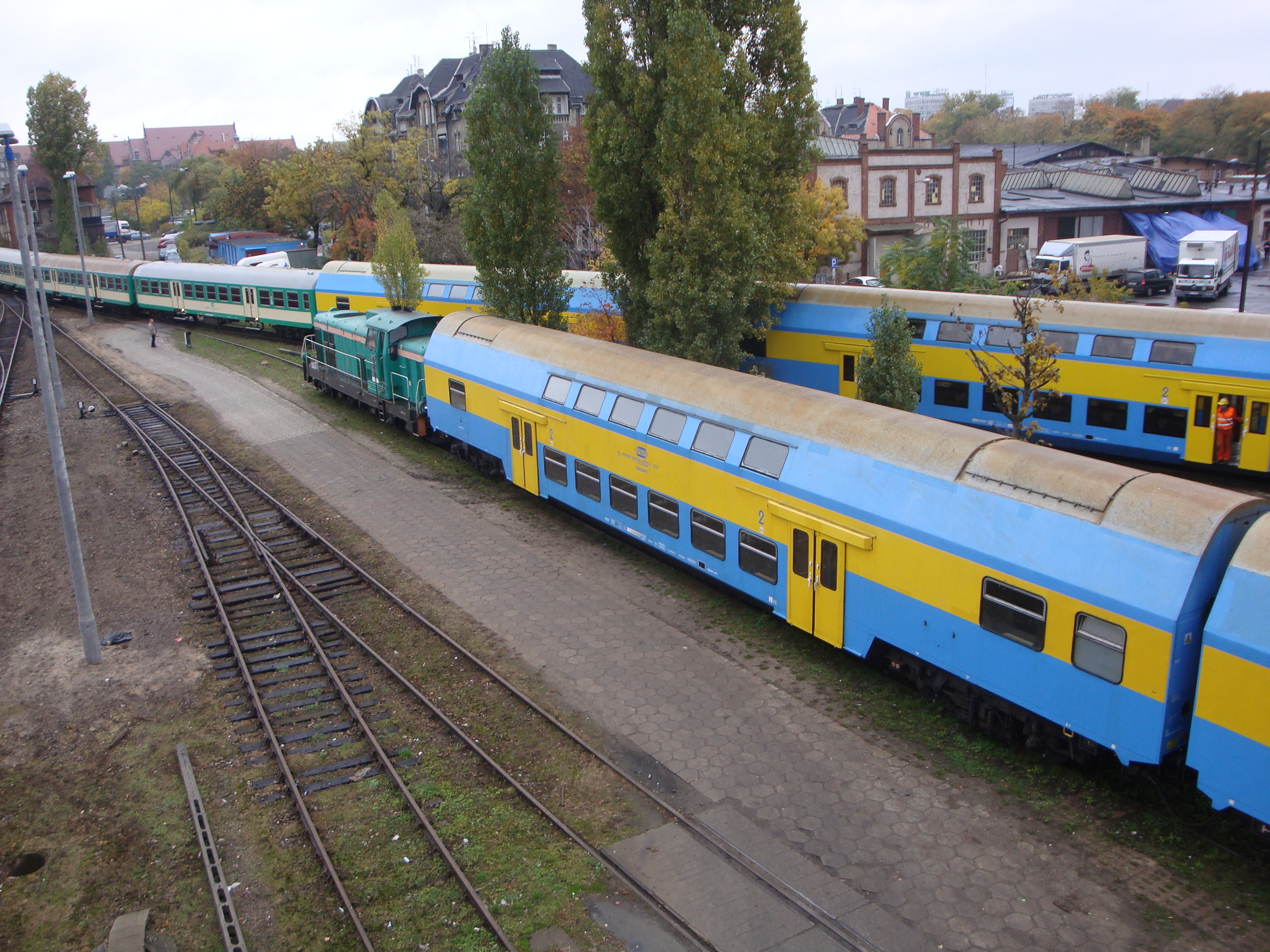
Wagon w malowaniu z żółtym paskiem

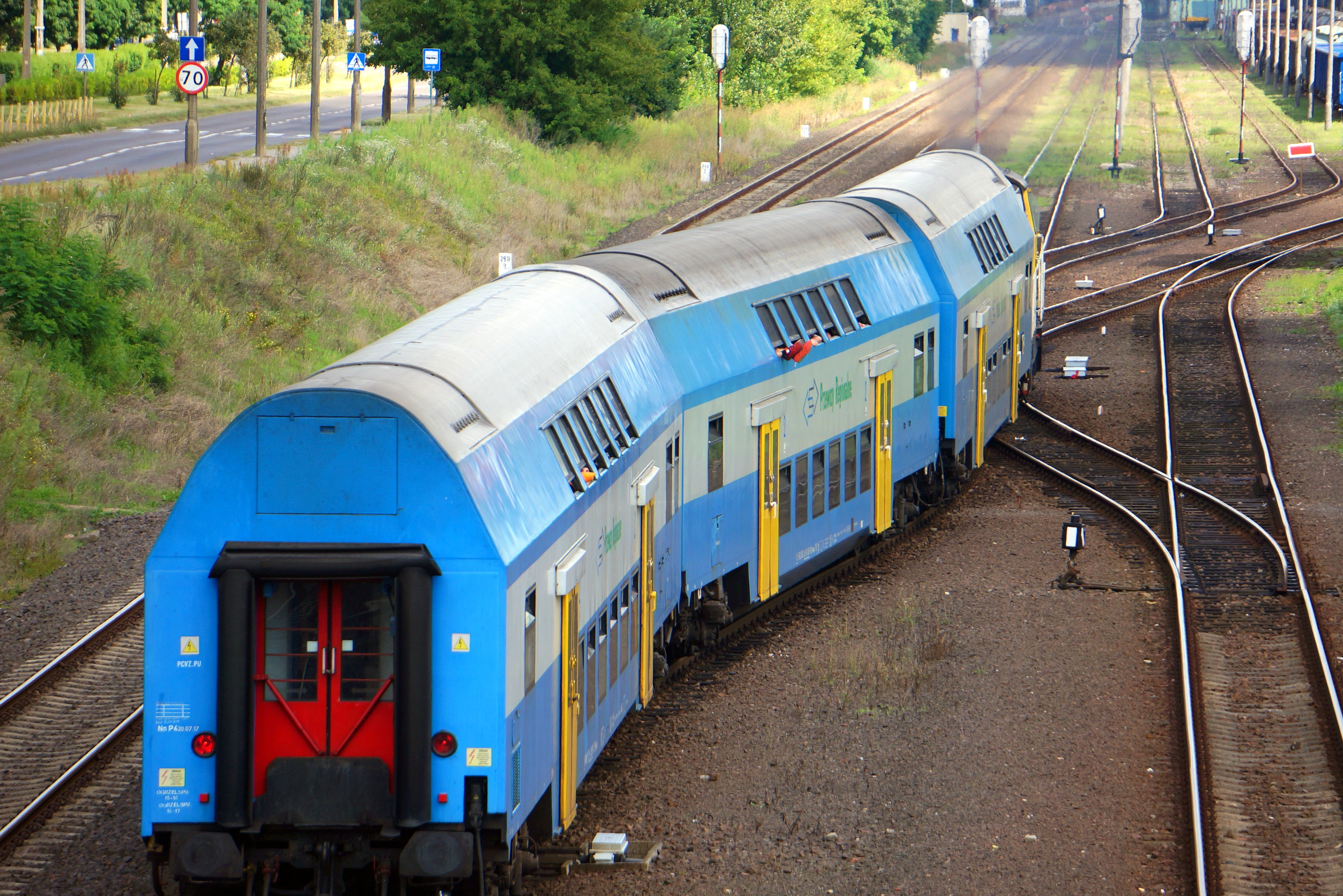
Pociąg REGIO w malowaniu z białym paskiem

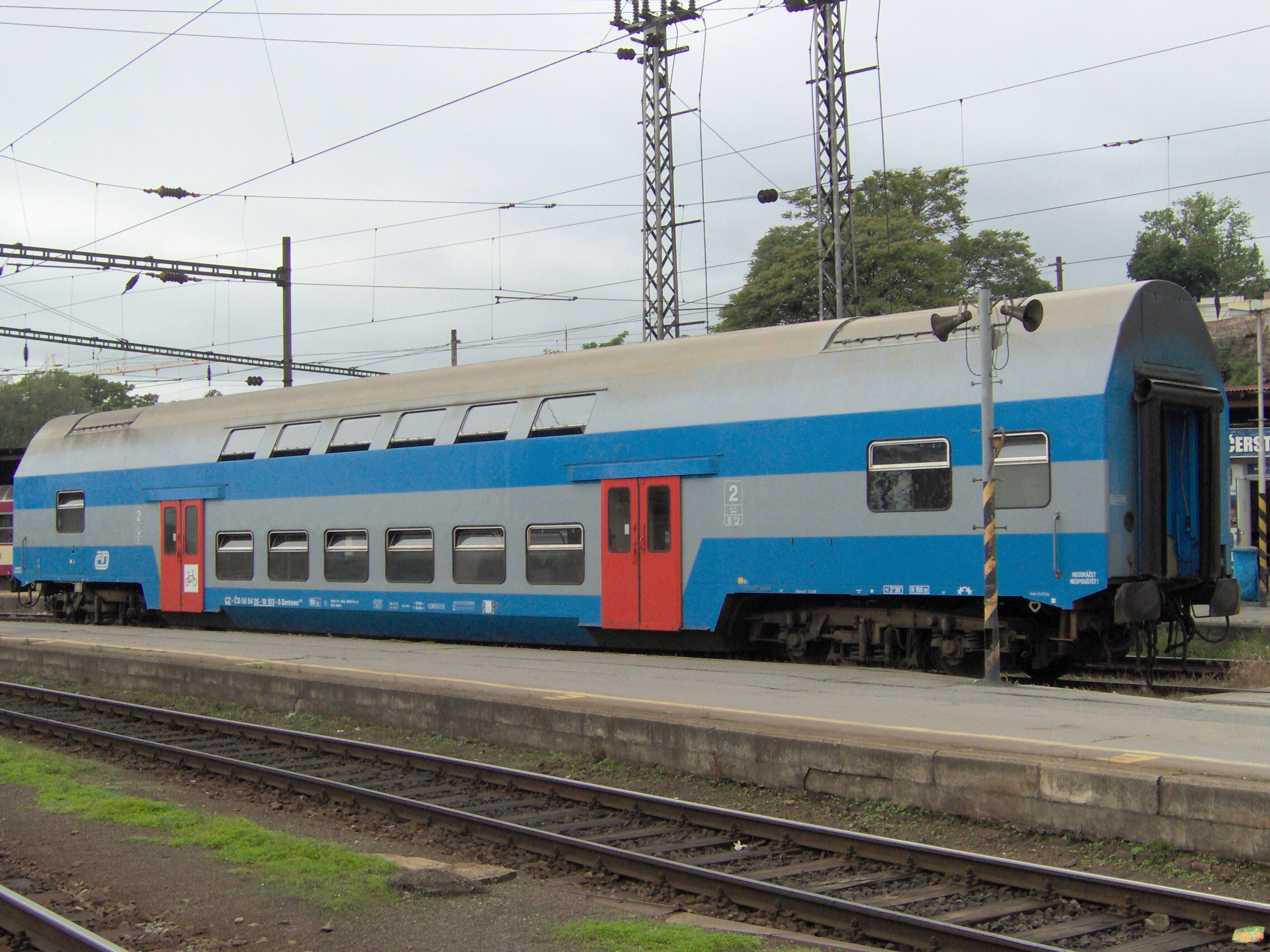
Zmodernizowany wagon serii Bmteeo na stacji Brno

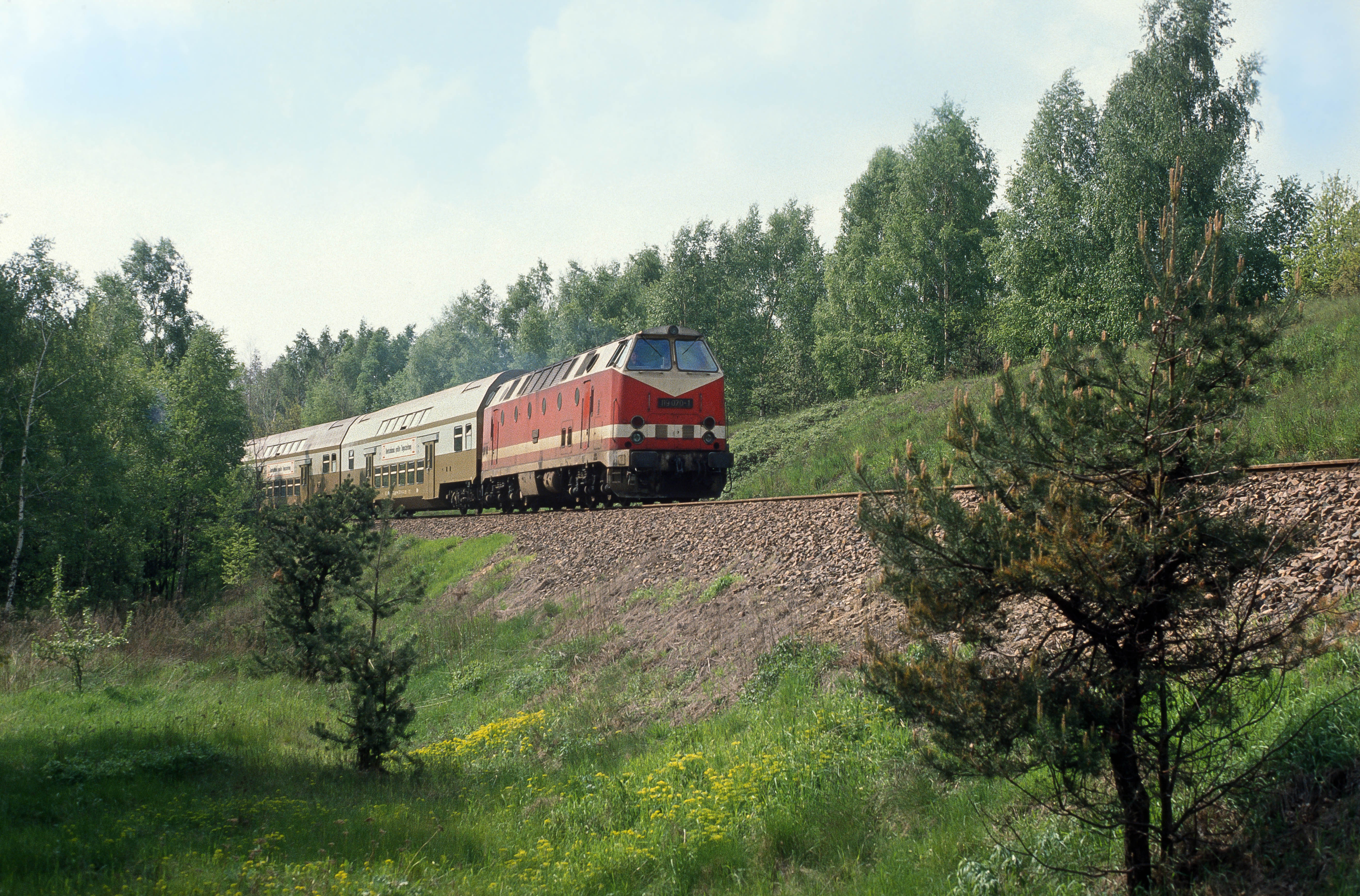
Wagon piętrowy w Niemczech

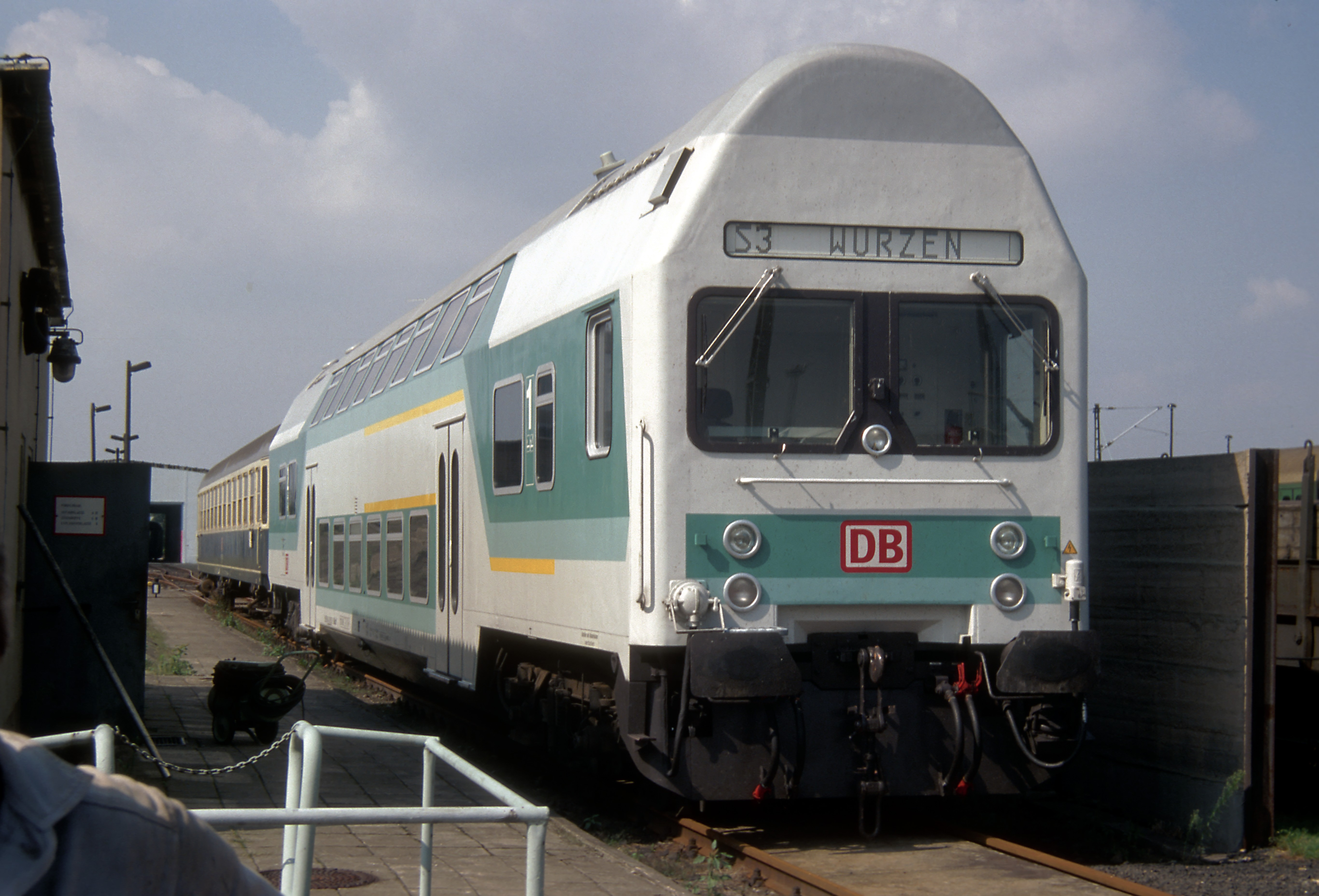
Wagon sterowniczy I serii produkcyjnej zbudowany na bazie wagonu Bmnopux/Bmto

## Oznakowanie

### PKP – do 2009 roku
- B – wagon 2 klasy
- d – wagon z przewodem zdalnego sterowania
- h – wagon bezprzedziałowy z korytarzem przez środek wagonu
- p – wagon piętrowy
- u – wagon ze zdalnym zamykaniem drzwi i sterowaniem oświetleniem
- m – wagon dłuższy niż 24,5 metra
- n – wagon wyposażony w ogrzewanie nawiewne

### Przewozy Regionalne– od 2009 roku[1]
- B – wagon 2 klasy
- m – wagon dłuższy niż 24,5 metra
- n – wagon wyposażony w ogrzewanie nawiewne
- o – wagon z przewodem zdalnego sterowania
- p – wagon osobowy z przejściem środkowym
- u – wagon ze zdalnym zamykaniem drzwi i sterowaniem oświetleniem
- x – wagon piętrowy

W początkowym okresie eksploatacji wagony były błędnie oznaczane Bdhpun.

### České dráhy– lata 1991–2001 dla niezmodernizowanych wagonów
- B – wagon 2 klasy
- m – wagon dłuższy niż 24,5 metra
- o – wagon z przewodem zdalnego sterowania

### České dráhy– od 2001 roku, dla niezmodernizowanych wagonów
- B – wagon 2 klasy
- m – wagon dłuższy niż 24,5 metra
- t – wagon z miejscami siedzącymi z przejściem środkowym
- o – wagon z przewodem zdalnego sterowania

### České dráhy– dla zmodernizowanych wagonów
- B – wagon 2 klasy
- d – pojazd przystosowany do przewozu rowerów (opcjonalnie w przypadku II modernizacji)
- m – wagon dłuższy niż 24,5 metra
- t – wagon z miejscami siedzącymi z przejściem środkowym
- ee – pojazd wyposażony w centralne zasilanie
- o – wagon z przewodem zdalnego sterowania

## Malowanie w PKP, w Przewozach Regionalnych, od 2019 w Polregio
Fabrycznie wagony przeznaczone dla PKP były malowane na kolor ciemnoniebieski z pomarańczowym paskiem. Drzwi były w kolorze niebieskim. Podczas kolejnych rewizji zmieniały się odcienie niebieskiego na jaśniejszy. Drzwi malowano nadal w kolorze niebieskim, a pasek przeszedł
z pomarańczowego w żółty. Pojawiły się po jakimś czasie również wagony, w których drzwi zamiast na niebiesko, zostały pomalowane w kolorze żółtego paska. Obecnie stosuje się bardzo jasny odcień niebieskiego i jaskrawy żółty pasek, w którym także maluje się drzwi. Na licznych wagonach widoczne są fragmenty pokryte farbą o innym odcieniu, jako efekt poprawek lakierniczych. Od 2011 roku podczas napraw zastosowano malowanie zamiast żółtego paska biały, drzwi pozostawiono nadal żółte. Obecnie niektóre wagony pomalowane są w kolorach bieli i dwóch odcieni niebieskiego (barwach InterREGIO), a także jako pomarańczowo-szaro-czerwone (barwy marki PolRegio).

## Malowanie dla ČD
Wagony przeznaczone dla Kolei Czeskich malowano w kolorze jasnoniebieskim, z dwoma ciemnoniebieskimi paskami. Drzwi malowane były na czerwono. Po modernizacjach zaczęto też stosować inne schematy malowania, czyli malowanie w 3 kolorach, szarym na dachu wagonu, niebieskim w środkowej części pudła i biało-kremowym w dolnej części pudła wagonu. Drzwi malowane są na kolor granatowy lub czerwony w zależności od modernizatora.

## Eksploatacja w Polsce
Wagony Bdhpumn trafiły między innymi do wagonowni Wrocław Gł., Poznań Gł., Katowice oraz stacji Hajnówka (w późniejszym okresie przeniesione do wagonowni Czeremcha), Racibórz. Początkowo obsługiwały one połączenia na liniach niezelektryfikowanych (podobnie jak „bipy”), z czasem przeniesiono je na trasy zelektryfikowane. Dosyć częsty był niegdyś widok składu złożonego z EU07, ok. czterech „bohunów” i często wagonu pierwszej klasy serii A. W niedawnych latach znajdowały się także w pociągach pospiesznych, jednak obecnie ze względu na przejęcie połączeń międzyregionalnych przez PKP IC mogą być z tych pociągów wykluczone. Obecnie stacjonują prawie wyłącznie w wagonowniach w: Krzyżu, Pile (głównie złomowane), Chojnicach, Lesznie i Olsztynie.

## Eksploatacja w Czechach
Wagony Bmto od początku funkcjonowania w strukturach ČSD, a po rozpadzie Czechosłowacji w ČD były przeznaczone przede wszystkim do obsługi tras: Praha – Čerčany, Kolín – Havlíčkův Brod, Rybník – Lipno nad Vltavou. Ich prędkość maksymalna wynosi 100 km/h, głównie z powodu niewielkich różnic konstrukcyjnych w stosunku do polskich wagonów, w tym:montażu systemu hamulca typu Dako. Stacjonują w wagonowniach: Havlíčkův Brod, Praha, Čerčany.

## Modernizacje

### W Polsce
W roku 2003 część wagonów Bdhpumn została zmodernizowana w ramach naprawy piątego poziomu utrzymania w zakładach PESA w Bydgoszczy. Podczas niej otrzymały nowe siedzenia, laminaty, kabiny WC, wklejane okna na pokładzie dolnym i blokadę otwierania drzwi wyjściowych. W kwietniu oraz maju 2009 roku około 20 wagonów przeszło w PESA Bydgoszcz naprawy czwartego poziomu utrzymania. Po naprawie rewizyjnej wagony otrzymały nowe oznaczenie serii Bmnopux i kursują obecnie na pociągach REGIO oraz interREGIO. Większość wagonów ma zamontowane 2 systemy hamulca: pneumatyczny typu Knorra oraz elektropneumatyczny.

### W Czechach
Od 2001 roku wagony są sukcesywnie modernizowane, głównie z powodu ich przestarzałej konstrukcji. Naprawie głównej połączonej z modernizacją ulega: sterowanie drzwiami i montuje się nowe toalety z układem zamkniętym WC. Zmodernizowane wagony zmieniają oznaczenie na Bmteeo lub Bdmteeo. Ogółem zmodernizowano 20 sztuk, z czego 4 sztuki oznaczono jako Bmteeo w Zakładach Naprawczych Taboru Kolejowego Nymburk, natomiast 16 sztuk oznaczono jako Bdmteeo w Zakładach Naprawczych Taboru Kolejowego České Velenice. W 2015 roku Koleje Czeskie zdecydowały o modernizacji kolejnej partii 12 wagonów Bmto, dotychczas wykorzystywanych w Kraju Południowoczeskim w ruchu lokalnym. Zastąpiły 5 sztuk EZT typu 451 i 452 w obsłudze pociągów w aglomeracji praskiej. Wykonawcą modernizacji zostały zakłady Pars nova, z grupy Skoda Transportation. W latach 2020–2022 ogłoszono przetarg na modernizację 16 sztuk wagonów Bdmteeo. Wagony mają zyskać nowe okna na piętrach, nowe zagłówki z tapicerki półmiękkiej oraz remont zestawów kołowych w wózkach Goerlitz VI. W 2020 roku przywrócono do ruchu 2 wagony Bdmteeo po modernizacji, natomiast w 2021 roku przewidywana jest naprawa 9 sztuk i 5 sztuk w 2022 roku.